# Egor Azarkevich
Egor Azarkevich (in bielorusso Яго́р Азарке́віч?, Jahor Azarkevič; in russo Его́р Серге́евич Азарке́вич?; Minsk, 26 giugno 1997) è un disc jockey e produttore discografico bielorusso.
Nel 2014 presenta l'etichetta discografica indipendente da lui fondata, la Azarkevich Records.

## Discografia

### Album in studio
- 2014 – All The World
- 2016 – XXXX[1]
- 2019 – Superfunk[2]

### Singoli
2013
- Anne[3]
- Minsk[4]

2014
- Black Parrot[5]
- Equilibria[6]
- Veritas[7]
- Ursa Minor (con Soundliner) [8]
- Life[9]
- Inception[10]
- Rainfall (con Soundliner) [11][12][13]

2015
- The Everytime[14]
- Mars[15]
- The Noir (con Soundliner)[16]
- Haze (feat. Ayya)[17]
- Two[18]